# Carl Tesdorpf

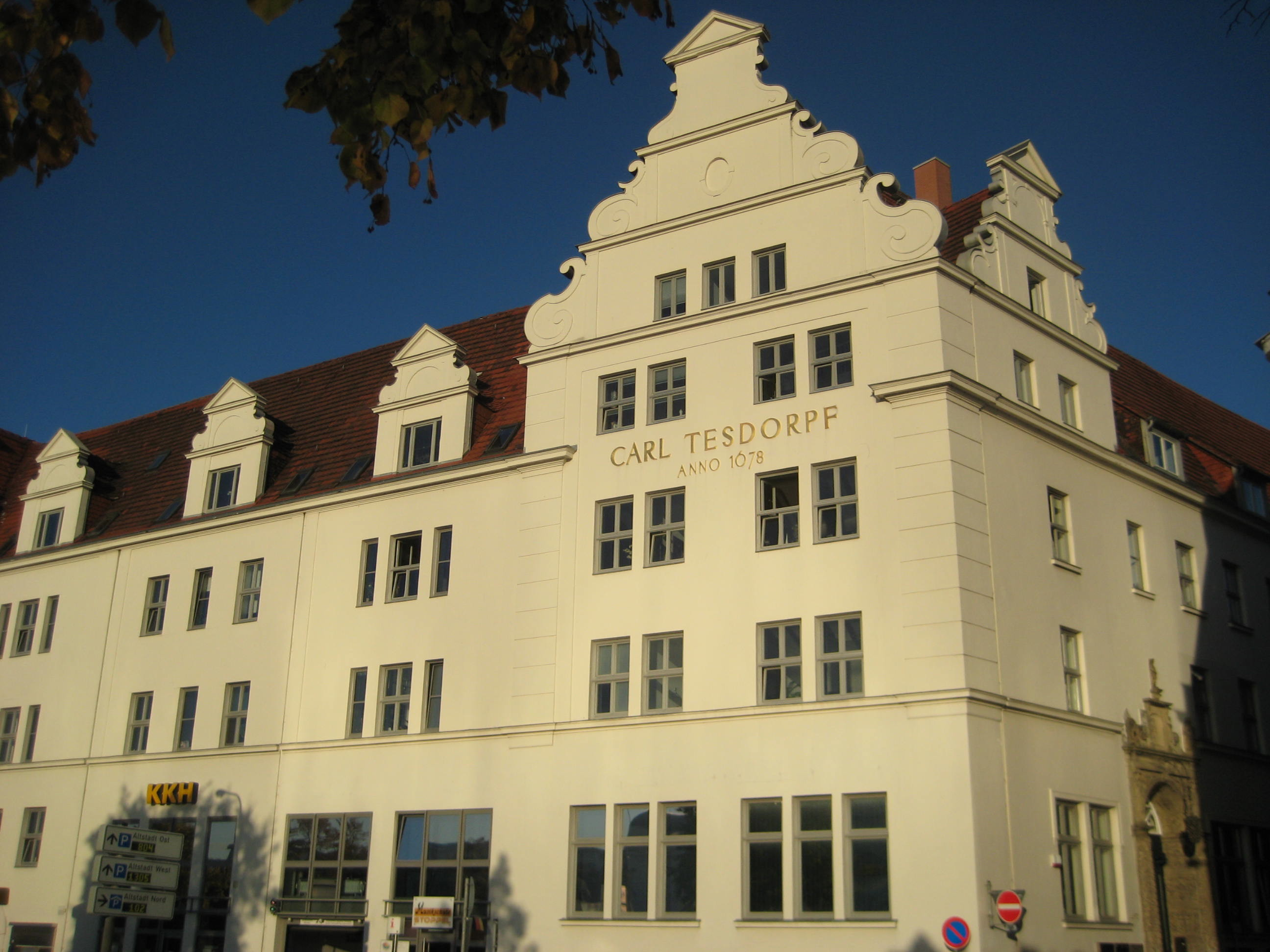
Ehemaliges Gebäude der Weinhandlung

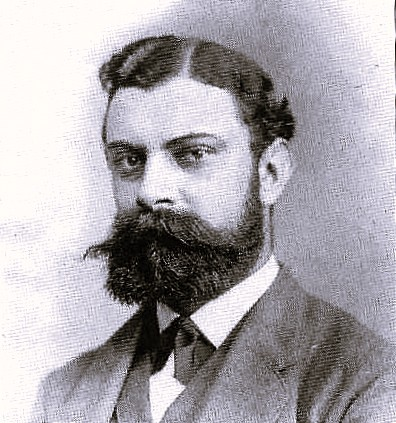
Krafft Tesdorpf

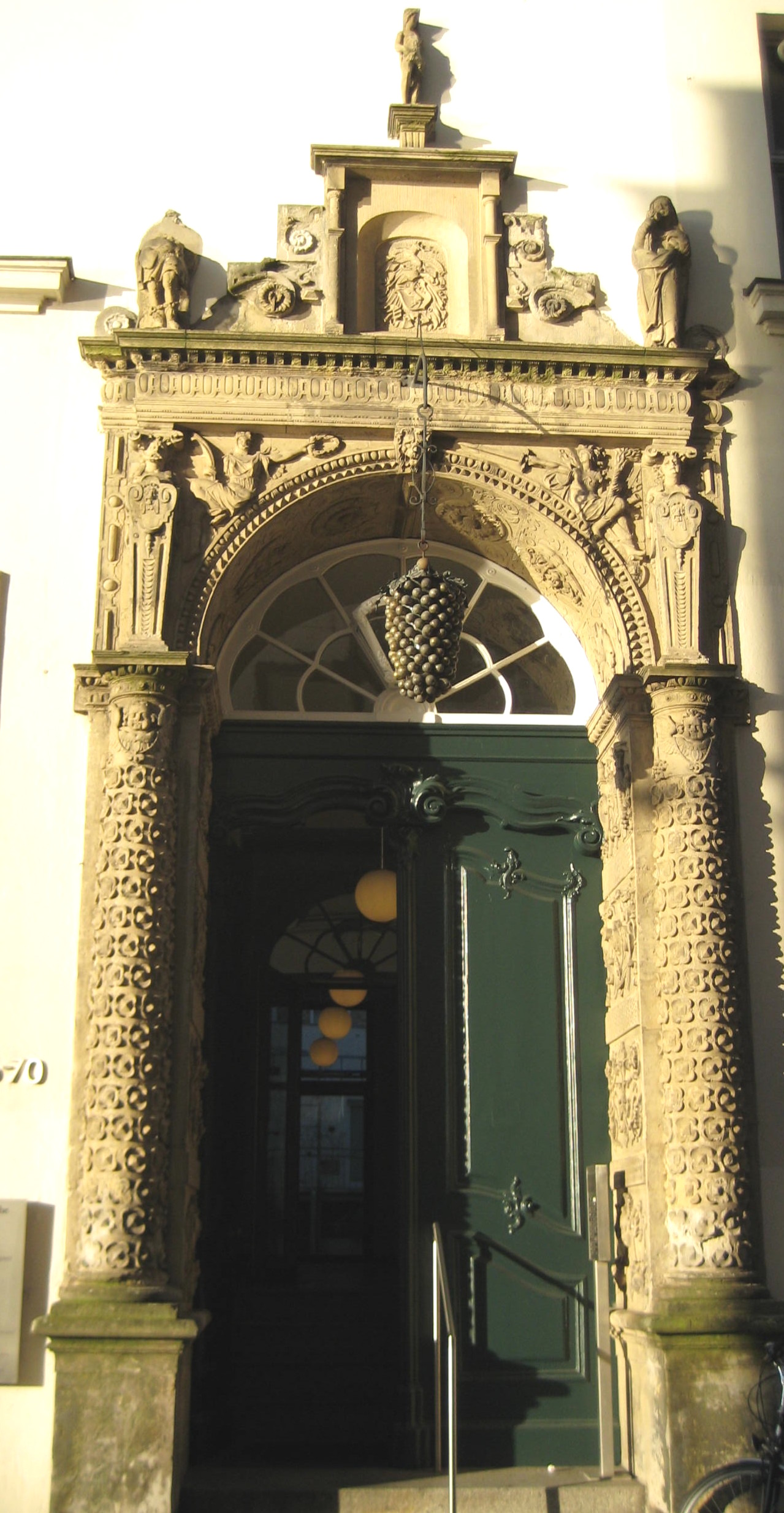
Portal zur Mengstraße

Das Handelshaus Carl Tesdorpf in Lübeck war eine von Deutschlands ältesten Weinhandlungen.

## Weinhandlung
Die Weinhandlung Tesdorpf wurde 1678 von dem späteren Lübecker Bürgermeister Peter Hinrich Tesdorpf in Lübeck gegründet und war seitdem bekannt für den Import hochwertiger Weine aus dem Bordelais und aus Burgund. Daneben wurden französische Rotweine seit alters her zu Lübecker Rotspon verschnitten. Ein Ladengeschäft bestand bis 2019 in der Lübecker Altstadt neben dem historischen Stammsitz an der Mengstraße, unweit von Schabbelhaus und Buddenbrookhaus. Die Weinhandlung gehörte zuletzt zur börsennotierten Hawesko Holding, wurde aber noch von einem Nachkommen des Gründers, Carl Johann Tesdorpf, geführt. Sie erwirtschaftete im Geschäftsjahr 2015 einen Umsatz von 10 Millionen Euro. Am 18. Mai 2019 wurde die Weinhandlung Tesdorpf in Lübeck nach 341 Jahren geschlossen. Seitdem besteht die Tesdorpf GmbH mit Sitz in Hamburg nur noch als Versandhandlung im Premiumsegment innerhalb der Hawesko-Gruppe.

## Familie
Die Familie Tesdorpf gehört seit dem 17. Jahrhundert zum Lübecker Patriziat und stellte der Kaufmannsrepublik Ratsherrn und bedeutsame Bürgermeister wie den Bürgermeister und Maire Johann Matthaeus Tesdorpf.
In Thomas Manns Schlüsselroman Buddenbrooks sind die Tesdorpfs als Weinhändler Kistenmaker verewigt. Krafft Tesdorpf wurde zusammen mit Konsul Hermann Fehling als Vormund von Thomas Mann und seinen vier Geschwistern bestellt, nachdem Manns Vater am 13. Oktober 1891 verstorben war.